# Abensberg (Adelsgeschlecht)

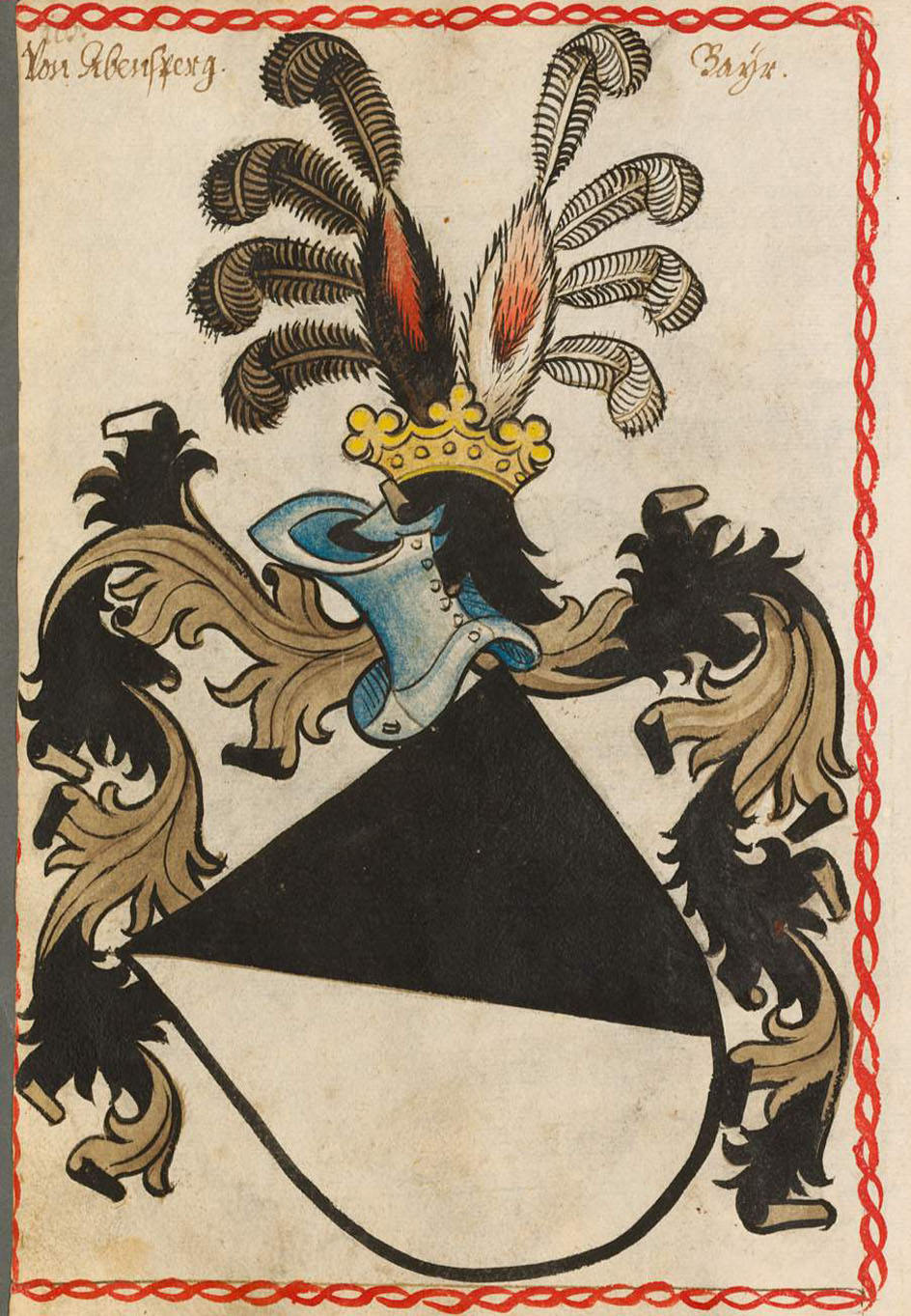
Wappen derer von Abensberg
Scheiblersches Wappenbuch 1450–1480

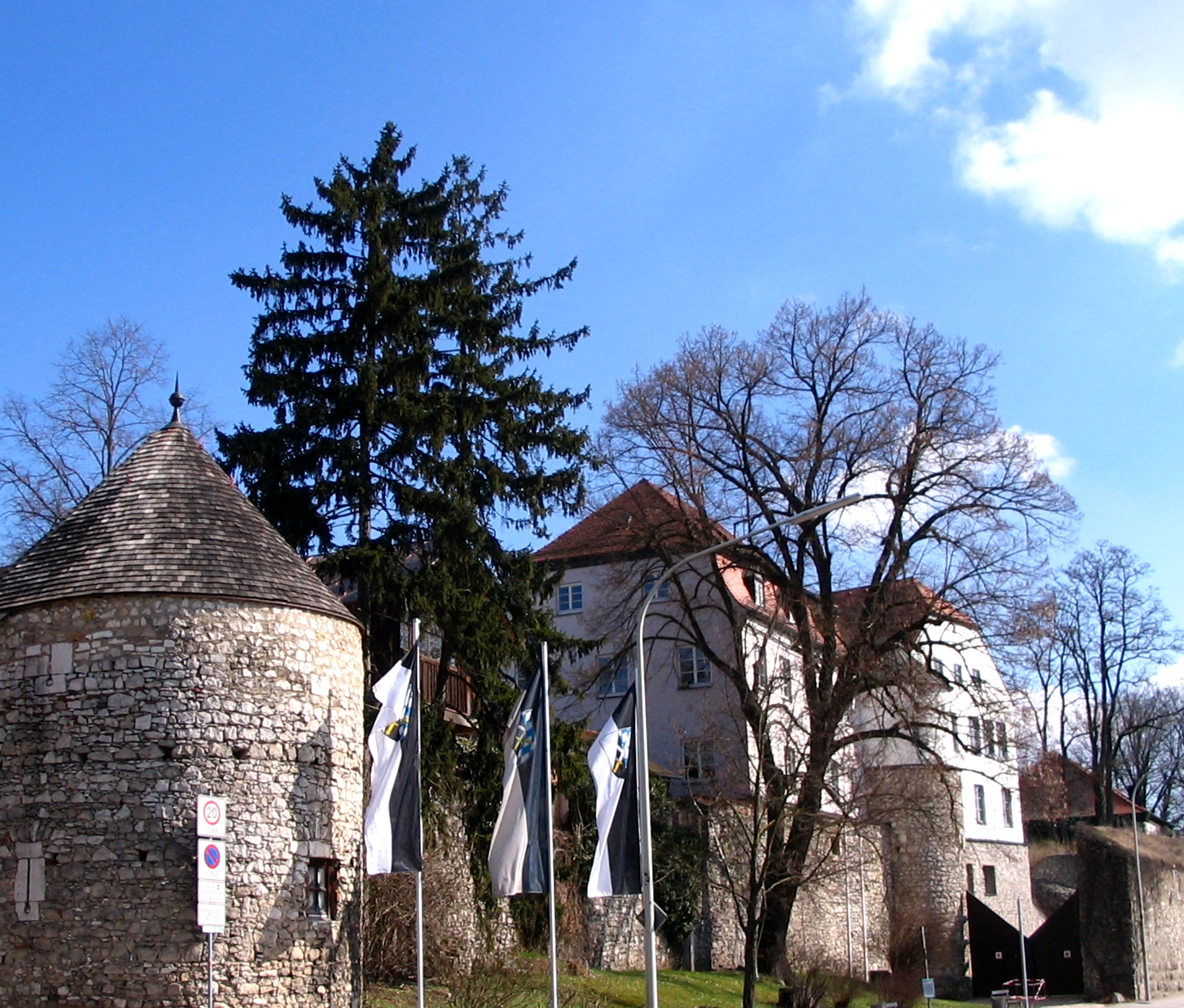
Reste der Burg Abensberg

Grafen von Abensberg (auch Abensberger) waren ein bayerisches Adelsgeschlecht vom 12. bis zum 15. Jahrhundert.
Sie sind nicht zu verwechseln mit den fränkischen Grafen von Abenberg und den österreichischen Grafen von Abensperg und Traun.

## Geschichte
Bei ihnen handelt es sich väterlicherseits vermutlich um Nachfahren der Grafen von Ebersberg und mütterlicherseits um Nachfahren der Babonen. Sie waren im Besitz der reichsunmittelbaren Herrschaft Abensberg, die Abensberg und das umliegende Gebiet sowie Altmannstein umfasste. Außerdem hatten die Grafen von Abensberg Beziehungen zu den Bistümern Bamberg und Passau. Die Abensberger wurden in ihrer Macht von den bayerischen Herzögen immer mehr eingeengt, und 1485 wurde der letzte Abensberger, Niclas von Abensberg, bei Freising von Seitz dem Frauenberger ermordet. Somit fielen die Besitztümer der Grafen von Abensberg an das Herzogtum Bayern-München.
Im Jahre 1653 wurden die oberösterreichischen Herren von Traun durch Kaiser Ferdinand III. unter dem Namen Abensperg und Traun in den Reichsgrafenstand erhoben, als von der kaiserlichen Kanzlei eine genealogische Anknüpfung an die um 1480 ausgestorbenen bayerischen Grafen von Abensberg ausdrücklich bestätigt wurde. Generalkriegskommissär Graf Ernst von Abensperg und Traun (1608–1668) wurde daher in der Zeit der österreichischen Besatzung während des Spanischen Erbfolgekrieges von Kaiser Leopold I. (kurzzeitig) mit der Herrschaft Abensberg belehnt.

## Persönlichkeiten
- Konrad I. von Abensberg, Erzbischof von Salzburg (1106–1147), gehört jedoch zum Geschlecht der Abenberg
- Theoderich von Abensberg, Bischof von Regensburg (1381–1383)
- Johann von Abensberg, Stifter des Klosters Abensberg
- Niclas von Abensberg (1441–1485), letzter Abensberger, siehe auch Abensbergerdenkmal

## Stammliste derer von Abensberg, Ratzenhofen, Rottenegg und Umelsdorf
1. NN[3]
  1. Eberhard, 1065 Graf im südl. Kelsgau, Vogt von Geisenfeld
    1. Altmann I. von Siegenburg, von Umelsdorf, seit ca. 1075, Vogt von Münchsmünster († 1094)
      1. Heinrich, 1095 – 1120, von Siegenburg
      2. Altmann II., 1094 – 1100, von Umelsdorf, Vogt von Münchsmünster
        1. Heinrich, ca. 1120, Kanoniker
        2. Altmann III. von Siegenburg, 1120 – nach 1161, ultimus familiae der Siegenburger
        3. Rachwin, 1120–1147, von Siegenburg, von Weichs, Mitbegründer von Kloster Biburg
          1. Rachwin, von Umelsdorf, von Siegenburg

    2. Rotpert von Umelsdorf, 1082/88 – 1092/95
      1. Grimold, 1089 – 1100, von Umelsdorf
      2. Heinrich, 1097/98, von Umelsdorf
        1. Rotbert, ca. 1147, „Sattelband“ von Umelsdorf
          1. Zacharias, 1163/69 – 1170/73, von Umelsdorf

    3. Eberhard I. von Ratzenhofen, 1086 Vogt von Geisenfeld († 1097), 
⚭ Mathilde von Moosburg
      1. Meinhard I. von Allersdorf, ca. 1115
      2. Gerold, ca. 1085 – 1110
      3. Mathilde 
⚭ Konrad I. von Roning
      4. Bertha
⚭ Heinrich I. von Sittling
      5. Ellenhard, Dompropst von Freising
      6. Willibirg
      7. N.N., Töchter in Geisenfeld
      8. Eberhard II., 1095 – ca. 1120, von Hittenburg, von Ratzenhofen, Vogt von Geisenfeld
        1. Meinhard II., ca. 1130 – 1145, von Hittenburg, von Abensberg
        2. Gebhard I., ca. 1120 – 1147 von Hittenburg, ca. 1138 von Abensberg, 1138 Vogt von Rohr 
⚭ Sophie, Erbtochter des Werner von Mengkofen (1147 als Teilnehmer an dem zweiten Kreuzzug verschollen)
          1. Eberhard III., ca. 1160 – 1200, Vogt von Rohr
          2. Mathilde († 25. November 1168), 
⚭ Egino I. von Matsch
          3. Altmann I., ca. 1160 – 1186 († 3. Juli 1186 oder 1189), Vogt von Rohr (1183), Graf im westlichen Dungau, 
⚭ 1. Ehe, Richenza, Tochter des Konrad II. von Roning, 
⚭ 2. Ehe, N.N., Tochter des Werner II. von Prunn und Laaber
            1. Meinhard III., Graf († 18. März 1237), ca. 1192 – 1237, von Abensberg, seit 1197/99 von Rottenegg, 
⚭ Agnes
              1. Albero von Rottenegg, Domherr in Passau
              2. Gebhard II., Graf von Rottenegg († 12. Oktober 1279)
                1. Agnes († 1282), 
⚭ Albert von Hals, die Herrschaft Ratzenburg geht an dan Grafen von Hals über

              3. Altmann III. von Rottenegg († 24. Dezember 1280), 1276 Dompropst in Regensburg
              4. Meinhard IV., Graf († 6. Mai 1280), von Rottenegg, Vogt von Rohr
                1. Meinhard V., Graf von Rottenegg († 17. Mai 1275)
                2. Heinrich († 26. Juli 1296), 1277 Bischof von Regensburg, ultimus familiae der Grafen von Rotteneck

            2. Wernher, 1209 – 1218 von Abensberg, Vogt von Rohr
              1. Altmann II., 1220 – 1241 von Abensberg, Vogt von Biburg († 1241), 
⚭ N.N., Tochter des Heinrich III. von Stein
                1. Altmann III. von Stein, Domherr von Regensburg
                2. Otto von Stein, von Abensberg, 1247 – 1285 († 1285)
                  1. Ulrich von Stein, 1280 – 1307, 
⚭ Kunigunde von Breiteneck, ultimus familiae

                3. Ulrich I., von Stein, von Abensberg, 1251 – 1299, Vogt von Rohr und Paring
                  1. Agnes von Abensberg († nach 12. April 1279),
 ⚭ Hadamar I. von Laaber († nach 2. August 1273), 1258 Hofmeister von Herzog Ludwig
                  2. Wernhard von Abensberg, 1301 – 1333
                  3. Ulrich II. von Abensberg, 1301 – 1311
                    1. Ulrich III. von Abensberg, 1322 – 1366
                      1. Wilhelm von Abensberg, 1393
                      2. Ulrich IV. von Abensberg, 1363 – 1376
                        1. Ursula († 30. Januar 1422)[4] ⚭ Jakob von Waldburg-Trauchburg

                      3. Albrecht von Abensberg, 1373
                      4. Dietrich von Abensberg, 1381 Bischof von Regensburg († 5. November 1383)
                      5. Johann I. von Abensberg († 1399)
                        1. Jodokus von Abensberg († 1428)
                          1. Johann II. von Abensberg († 1474)
                            1. Nikolaus von Abensberg († 1484),
 ⚭ Martha († 1486) entstammte dem Geschlecht der Grafen von Werdenberg, sie blieben kinderlos, ultimus familiae der Abensberger